# Caesalpinia glaucophylla
Caesalpinia glaucophylla är en ärtväxtart som beskrevs av Ignatz Urban. Caesalpinia glaucophylla ingår i släktet Caesalpinia och familjen ärtväxter. Inga underarter finns listade i Catalogue of Life.